# Joseph Marion Hernández

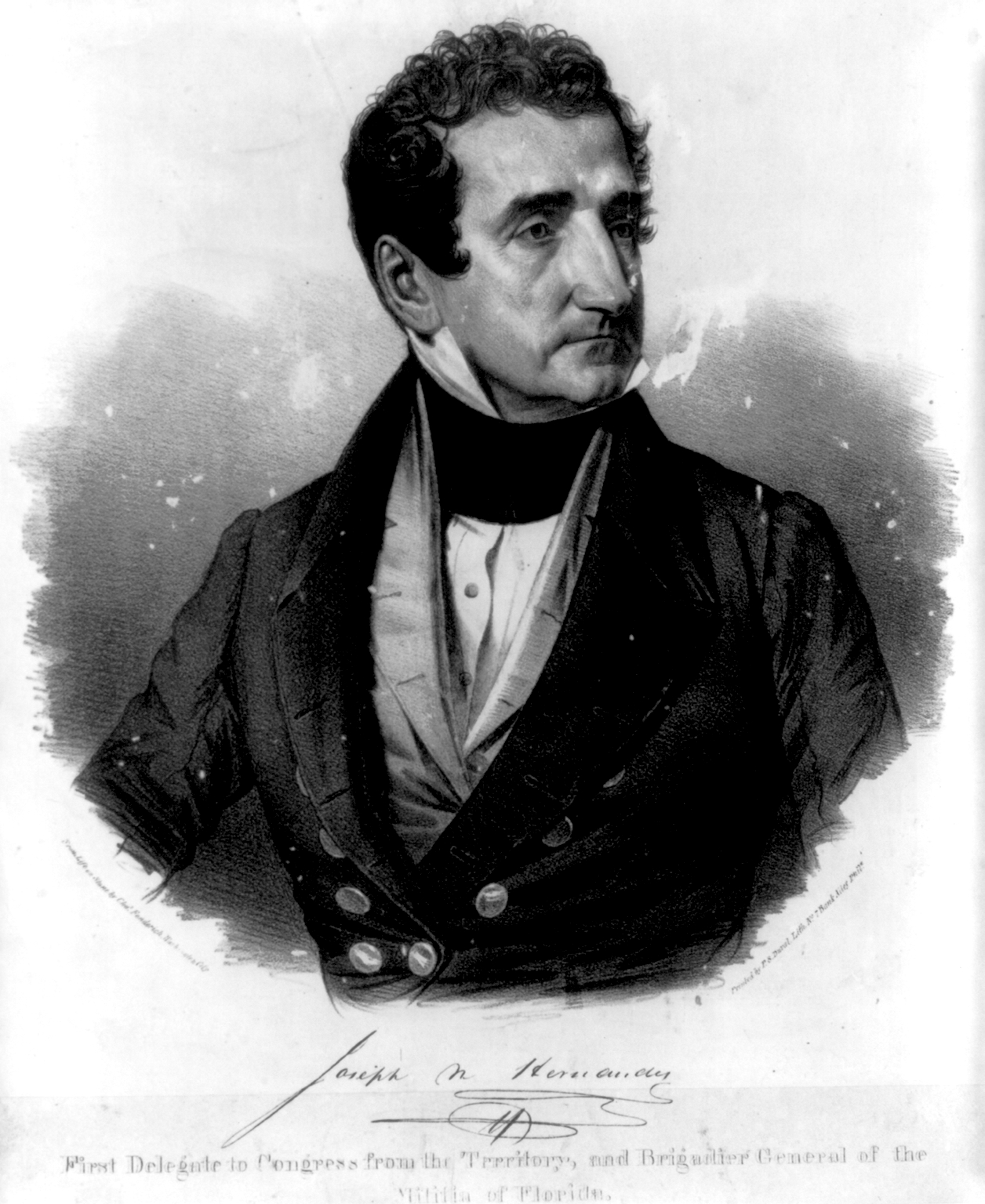
Joseph Marion Hernández

Joseph Marion Hernández (eigentlich José Mariano Hernández, * 26. Mai 1788 in St. Augustine, Florida; † 8. Juni 1857 in Matanzas, Kuba) war ein US-amerikanischer Politiker. Zwischen 1822 und 1823 vertrat er das Florida-Territorium als Delegierter im US-Repräsentantenhaus.

## Werdegang
Joseph Hernández wurde 1788 in St. Augustine in der damals spanischen Kolonie Florida geboren. Nach dem Übergang der spanischen Kolonie an die Vereinigten Staaten und der Gründung des Florida-Territoriums begann er dort eine politische Laufbahn. Im Jahr 1822 wurde er als erster Kongressdelegierter des neuen Territoriums in den Kongress in Washington, D.C. gewählt. Dort vertrat er bis zum 3. März 1823 die Interessen seiner Heimat. Bei den regulären Kongresswahlen des Jahres 1822 wurde er nicht bestätigt. Im Jahr 1824 scheiterte eine weitere Kandidatur für seine Rückkehr in den Kongress.
Zwischen 1824 und 1825 war Hernández Mitglied und Präsident des territorialen Repräsentantenhauses in Florida. Außerdem wurde er zum Brigadegeneral der Miliz ernannt. In dieser Eigenschaft kämpfte er gegen die in Florida ansässigen Indianer. Zwischen 1835 und 1838 war er Offizier in der US Army. Im Jahr 1837 führte er eine Expedition, die den Häuptling Osceola gefangen nahm. Politisch schloss sich Hernández in den 1830er Jahren der Whig Party an. 1845 bewarb er sich als deren Kandidat um einen Sitz im US-Senat, unterlag aber David Levy Yulee. Danach zog er in die Provinz Matanzas auf Kuba, wo er als Pflanzer eine Zuckerplantage betrieb. Dort ist er am 8. Juni 1857 auch verstorben.